# Sergio Citti
Sergio Citti (Fiumicino, 30 de maig de 1933 − Òstia, 11 d'octubre de 2005) va ser un guionista i director italià. Ha treballat molt amb Pier Paolo Pasolini. És el germà de Franco Citti.

## Biografia
Nascut a les portes de Roma (Fiumicino acull avui l'aeroport internacional de la capital), Citti coneix molt bé el dialecte romà i el seu argot. És per aquesta raó que el crida Pasolini que, en els anys 1950, necessitava ajuda per a les seves novel·les molt romanes, I Ragazzi i Una vida violenta ; Citti es converteix en el seu "consultor en dialecte". Pasolini l'anomenarà el seu «diccionari vivent».
El 1959, Citti escriu el guió de la pel·lícula I bambini de Mauro Bolognini. Treballa llavors a totes les pel·lícules anomenades romanes  de Pasolini, sobretot, amb l'ajuda del seu germà Franco, sobre els guions de les primeres pel·lícules del seu amic, Accattone (1961) i Mamma Roma (1962).
Amb el temps, es guanya una experiència cinematogràfica que li permet ajudar Pasolini a La Ricotta (1962), Ocellots i ocellets (1965), La Terra vista dalla Luna (1966), Che cosa sono el nuvole? (1967). Amb Pupi Avati escriu el guió de (Salò o le 120 giornate di Sodoma (1975), l'última pel·lícula de Pasolini.
El 1970, sempre amb l'ajuda de Pasolini, Citti roda la seva primera pel·lícula com a director: Ostia, on el tema de la poesia, de l'heroi proletari, es trobaran en la majoria de les seves pel·lícules,Storie scellerate (1973), a l'ambient de la Roma de Belli, i Casotto (1977), rodada a la platja d'Ostia amb Ugo Tognazzi, Anna Melato, Mariangela Melato, Paolo Stoppa i Jodie Foster. Treballa també per a la RAI, per a la qual roda Il minestrone (1979), amb Roberto Benigni, el seu germà Franco i Giorgio Gaber, així com Sogni e bisogni (1985).
Després d'una pausa de diversos anys, roda I magi randagi sobre una idea de Pasolini, i guanya el premi Nastro d'Argento.
Afectat d'una malaltia cardíaca des de feia anys, mor a Òstia, el 2005, a l'edat de 72 anys.

## Filmografia[2]

### Guionista
- Accattone (1961)
- Mamma Roma (1962)

### Ajudant de director
- La notte brava (1959)
- La Ricotta (1962)
- Ocellots i ocellets (Uccellacci e uccellini) (1965)
- La Terra vista dalla Luna (1966)
- Che cosa sono el nuvole? (1967)
- Salò o el 120 giornate di Sodoma (1975)

### Director
- Ostia (1970)
- Contes immorals (Storie scellerate) (1973)
- Casotto (1977)
- Due pezzi di pane (1979)
- Il minestrone (1981)
- Sogni e bisogni (1985) - TV
- Mortacci (1989)
- I magi randagi (1996)
- Vipera (2001)
- Fratella e sorello (2005)

## Premis i nominacions
Nominacions
- 1981: Os d'Or per Il minestrone